# 久々利城
久々利城（くくりじょう）は、岐阜県可児市にあった日本の城（山城）。

## 概要
美濃国守護の土岐頼康の弟である土岐康貞が築城した。城の麓に千村良重が建てた千村陣屋がある。

## 歴史
延元・正平年間（1336年-1370年）土岐康貞が築城した。戦国時代には康貞の末裔久々利頼興が居城として東濃に勢威を誇ったが、天正11年（1583年）に金山城主の森長可に攻められ陥落、以後は森家家臣・戸田勘左衛門が城代となった。慶長5年（1600年）に森家が信濃に転封となると廃城となった。

## 所在地
岐阜県可児市久々利字薬師洞
（〒509-0224  岐阜県可児市久々利1133番地）